# Carretera general 2
La carretera general 2 (CG-2) è una strada andorrana che collega la capitale Andorra la Vella alla frontiera franco-andorrana presso Pas de la Casa, la strada è lunga 33 km.

## Storia
Aperta alla circolazione nel 1933. Dal 1960 al 1994 fu chiamata N-2.

## Percorso

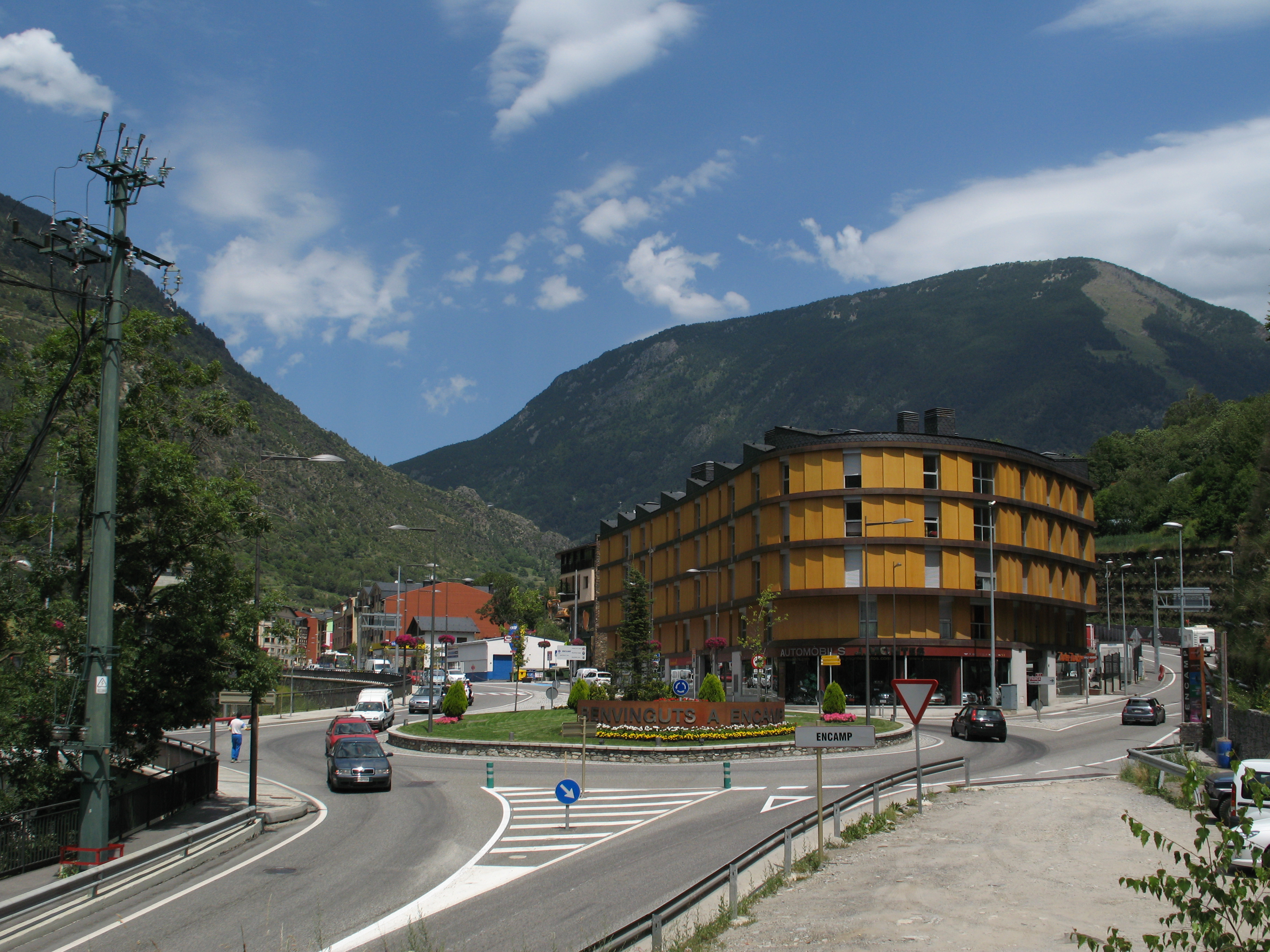
La CG-2 all'ingresso di Encamp.

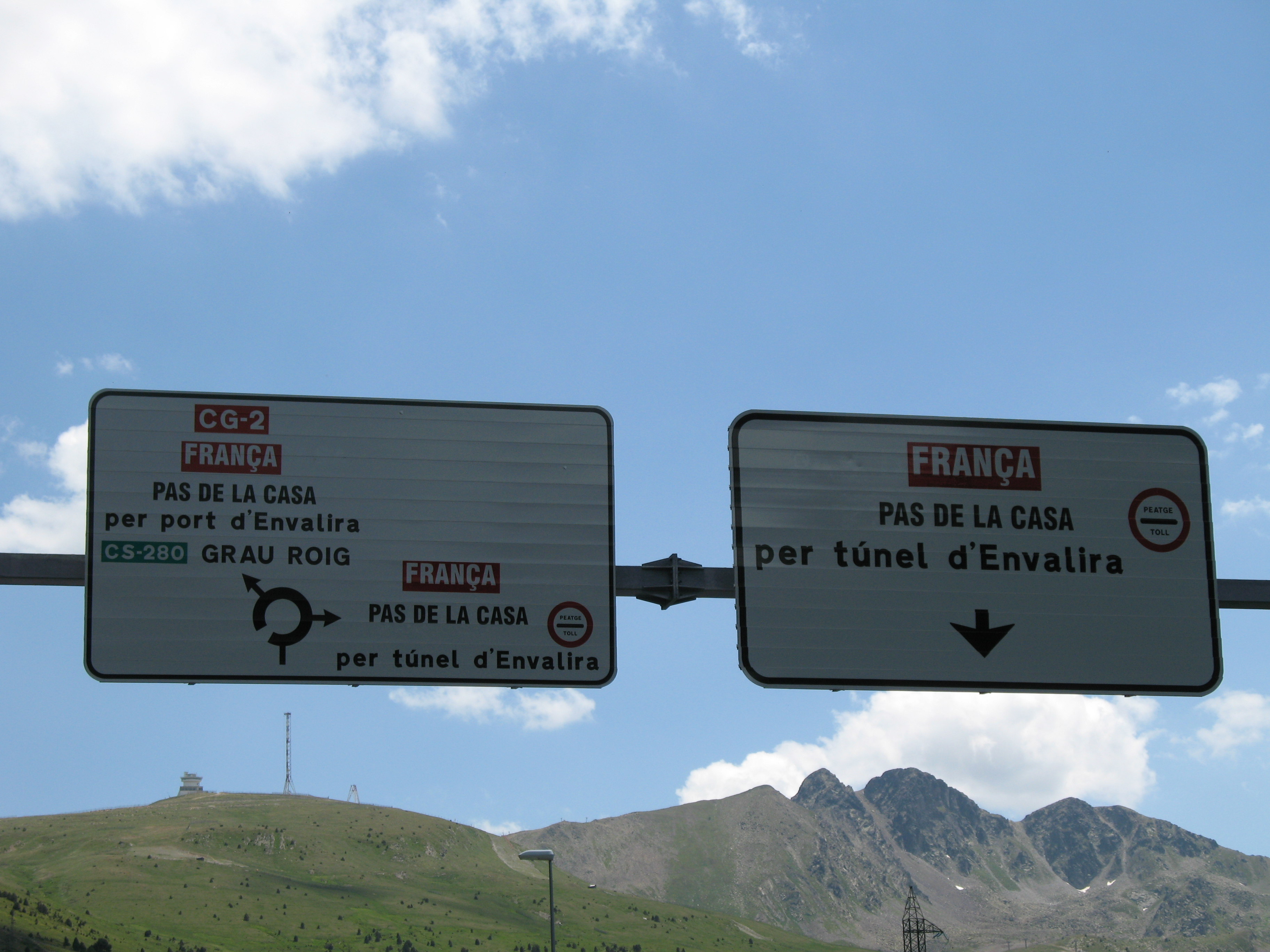
Segnaletica stradale presso il Port d'Envalira.

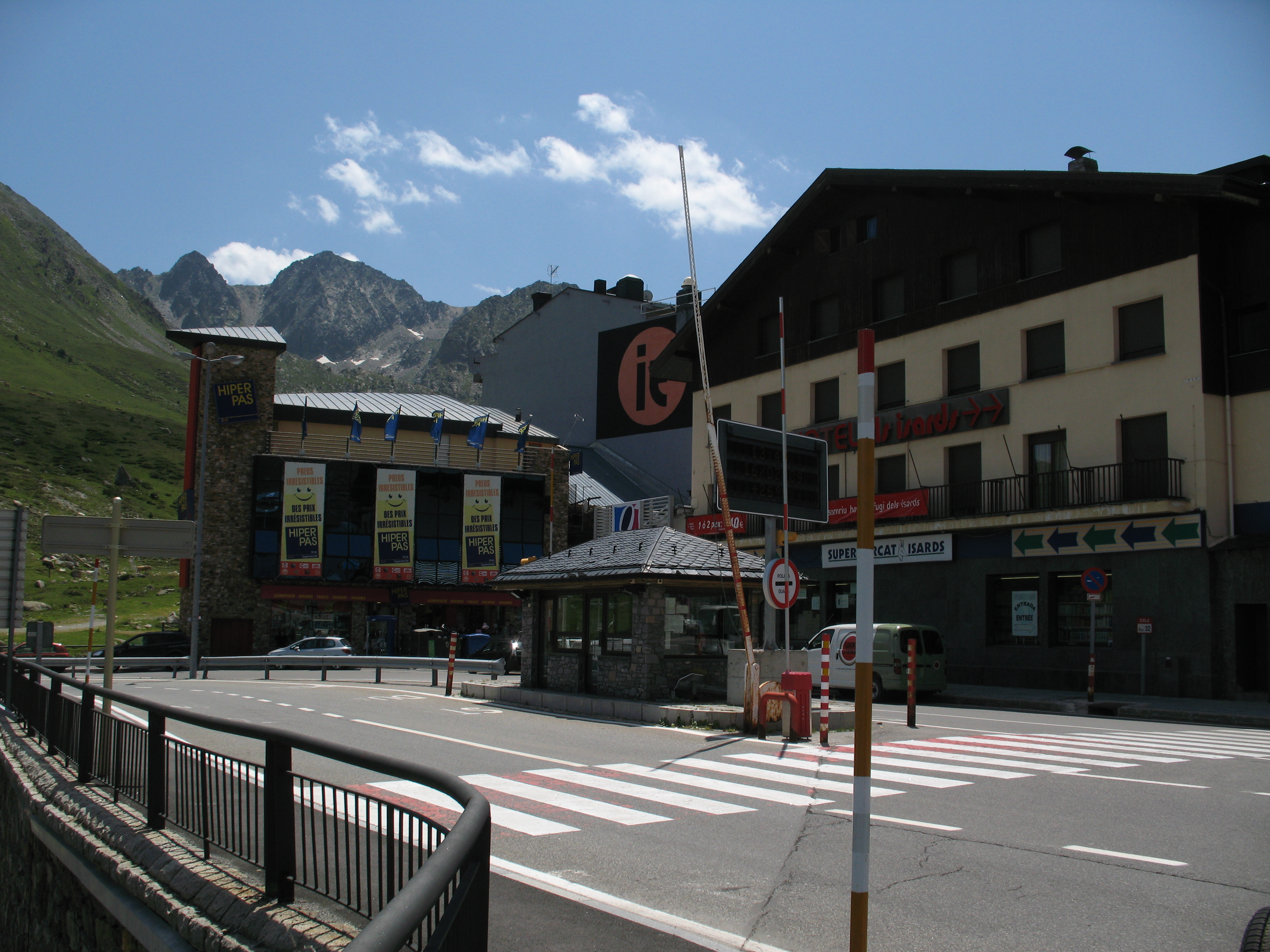
Il km 32 della CG-2 sulla dogana franco-andorrana presso Pas de la Casa.

| Tipo | Indicazione                | Biforcazioni       | Km   |
| ---- | -------------------------- | ------------------ | ---- |
|      |                            |                    | 0,5  |
|      | Escaldes-Engordany         |                    | 0,5  |
|      | Estany d'Engolasters       | CS-200             | 2    |
|      |                            |                    | 5    |
|      |                            |                    | 6    |
|      | Encamp                     | CS-210             | 6    |
|      | Encamp                     | CS-220             | 7    |
|      | Santuari de Meritxell      | CS-230             | 9,5  |
|      | Canillo                    |                    | 11   |
|      | Canillo                    | CS-240 CS-250      | 11,5 |
|      |                            | CS-260             | 16   |
|      |                            | CS-270             | 18   |
|      | Soldeu                     |                    | 19   |
|      |                            |                    | 21,5 |
|      | Galleria d'Envalira        | Francia (bandiera) | 23,5 |
|      | Grau Roig                  | CS-280             | 23,5 |
|      | Port d'Envalira            |                    | 28,5 |
|      |                            |                    | 30   |
|      | Pas de la Casa             |                    | 32   |
|      | Zona Duana                 |                    | 32   |
|      | Tolosa / Foix / Perpignano | N 22               | 33   |